# Géza Csáth
Géza Csáth (vlastním jménem József Brenner; 13. února 1887 Subotica – 11. září 1919 Kelebija) byl maďarský spisovatel a hudebník.

## Život
Narodil se v roce 1887 ve městě Subotici. Jeho matka Etelka Descy mu zemřela brzy po jeho narození. Jeho otec József Brenner měl rád hudbu a chtěl z něj vychovat houslistu. Jeho to však nebavilo, chtěl být malíř, což si následně rozmyslel a dal se na psaní. Už ve čtrnácti letech vydal svůj první spis o hudební kritice. Roku 1904, po dokončení studia na střední škole, se přestěhoval do Budapeště, kde studoval na lékařské universitě Semmelweis. Už během studií začal psát fejetony a recenze. Od roku 1906 se jeho spisy začaly objevovat v Budapešťském deníku( Budapesti Napló) , ale spolupracoval i s jinými literárními časopisu. Roku 1908 se stal zaměstnancem časopisu Nyugat. Byl mezi prvními, kdo ocenil práci hudebníků Bartóka a Kodálye .Ve stejném roce vyšel i první díl jeho povídek Čarodějova zahrada (A varázsló kertje).
Roku 1909 dokončil školu a začal pracovat jako stážista na Moravcsikově klinice duševní a neuropatie v Budapešti. Svoje poznatky a zkušenosti zúročil i ve svojí literární tvorbě. Jeho kniha Deník šílené ženy (Egy elmebeteg nő naplója) je po jeho vlastním deníku největším dílem jeho tvorby. Popisuje v něm stav paranoidní ženy a přidává i čast psychiartie a psychoanalýzy. Tímto dílem se inspiroval režisér János Szásze a natočil podle něj film Opium - Deník šílené ženy, se kterým získal čtyři ceny na 38. ročníku maďarského filmového festivalu. Zkoumal vliv narkotik na lidskou povahu a myšlení. Protože ho zajímal účinek morfia na mysl, zkusil sám 10. dubna 1910 morfium užít. Začal s ním experimentovat a následně už se této drogy nemohl vzdát. Několikrát se snažil morfia vzdát, avšak neúspěšně. Jeho závislost se projevila i na jeho literární tvorbě. Jeho zážitky pod vlivem morfia popsal například v díle Odpolední sen.
Od roku 1910 byl Csáth lékařem v lázních, měl tak také více času na psaní a proto se v této době zrodilo mnoho děl. V roce 1912 byl přijat do zednářské lóže Martinovics a rok poté se oženil s Olgou Jónás se kterou měl roku 1918 dceru Olgu Brenner. Od roku 1914 byl povolán do vojenské lékařské služby, ale na frontě zcela ztratil kontrolu nad svou závislostí a jeho denní dávky se neustále zvyšovaly. Kvůli špatnému nervovému stavu byl roku 1917 propuštěn ze služby.
Jeho tehdejší tvorba byla temná, plná symbolismu, úpadku a násilí, nejen fyzického, ale také psychického (například bratrovražda, znásilnění nebo svádění a opouštění mladých dívek). Tyto činy často popisoval v první osobě, se silným vhledem na fungovaní nerušené mysli. Rád používal svoje poznatky z psychologie. Vzrušovali ho šílenci a vrahové. V tomto období jeho života vyšly povídky pod názvem Příběhy, které končí nešťastně( Mesék, amelyek rosszul végződnek).
Po propuštění z armády se stal vesnickým lékařem ve Földes a poté v Regőce, jelikož se domníval, že mu to pomůže od jeho závislosti. Jeho problémy se však jen zhoršovaly, jeho vztah k okolí a jeho paranoia se zhoršily. Zanedbával svou rodinu a byl několikrát hospitalizovaný v psychiatrické léčebně. V roce 1919 z jedné z léčeben utekl, 22. července zastřelil svou ženu revolverem a pokusil se o sebevraždu, otrávil se a podřízl si tepny. Po zatčení a hospitalizovaní v nemocnici Mária Valéria v Subotici. Podařilo se mu znovu uprchnout. Chtěl jet do Moravcsikovy psychiatrické léčebny, ale zastavila ho jugoslávská pohraniční stráž. Spáchal sebevraždu, otrávil se opiem. Jeho ostatky byly poslány, podle jeho přání, na kliniku v Pešti, jeho první zaměstnání, na vyšetření. Tam byl také pohřben a na památku byla pod okno jeho bývalé kanceláře pamětní deska.
V roce 1992 byl publikován jeho deník.

## Dílo v češtině
- Čarodějova zahrada (A varázsló kertje, 1908), česky 2016